# Квомтари-фасские языки
Квомтари-фасские языки (квомтари, квомтари-байбайские языки; англ. Kwomtari-Fas, Kwomtari-Baibai) — небольшая гипотетическая фила папуасских языков, распространённая в Папуа — Новой Гвинее. Распространены в северной части центра острова Новая Гвинея в провинции Сандаун (бывший Западный Сепик), недалеко от границы с Индонезией.
Термин «квомтари, квомтарские» может использоваться как для всей филы (особенно в ранней литературе), так и для одной из семей, входящих в неё.

## Состав
В настоящее время в филу включаются 2 семьи и 1 изолят:
- Квомтарская семья (квомтари)
  - собственно квомтарская ветвь (квомтари-наи, Nuclear Kwomtari, Kwomtari-Nai): языки квомтари (Kwomtari) и наи (биака, амини; Nai, Biaka)
  - гуриасо (Guriaso) — 160 чел. (2003 SIL).
- Фасская семья: языки фас и байбай
- Пью — изолят на уровне семьи (stock-level isolate)

Впервые эта фила была предложена в работе [Loving and Bass 1964] в составе двух семей: собственно квомтари (языки квомтари и биака) и фас (языки фас и байбай). Позднее к ним были добавлены языки пью и гуриасо. Как позднее обнаружил Витце Барон (1983) значительная часть лексического материала была набрана с искажением, так что переводы находились на строчку ниже соответствующих слов. Видимо, именно это послужило причиной того, что Дональд Лейкок в своей работе 1975 года приводит несколько иную классификацию этих языков, объединив в одну семью языки фас и квомтари, а в другую биака и байбай. Кроме того, Лейкок добавил ещё один язык — пью (Pyu), изолят на уровне семьи. Всё объединение целиком он назвал квомтари-байбайской филой («Kwomtari-Baibai phylum») и отметил, что «ещё много работы предстоит сделать по филе квомтари, прежде чем её классификацию можно будет считать установленной». Никаких подтверждений своей версии классификации он не привёл.
Барон в своей работе заново перепроверил все данные и вернулся в основном к классификации Ловинга и Басса. Эта классификация подтверждается также их подсчётами по 180-словному списку Сводеша:
| фас | Проценты совпадений | Проценты совпадений | Проценты совпадений |
| 12  | байбай              |                     |                     |
| 3   | 14                  | квомтари            |                     |
| 3   | 6                   | 30                  | наи (биака)         |

Барон стал использовать название «квомтари-фасские языки», чтобы явным образом отличатсья от названия «квомтари-байбайские языки», под которым стала широко известна версия Лейкока. Язык пью в качестве одной из составляющих этой филы был оставлен по настоянию Лейкока. Кроме того, Барон обнаружил ещё один доселе неизвестный язык — гуриасо, достаточно близкий квомтарским языкам. Таким образом, фила квомтари согласно Барону делится на две семьи: квомтарскую (квомтари, наи и гуриасо) и фасскую (фас и байбай) и изолят пью. При этом Барон не обнаружил никаких подтверждений родства между языками квомтарскими, фасскими и пью, кроме наличия общих терминов родства, которые при этом используются и многими другими языками в регионе, родство между которыми никто не предполагает.
Примеры некоторых лексических соответствий (Baron 1983b:5, транскрипция переведена в МФА):
|          | Язык     | Язык   | Язык     | Язык        | Язык    |
| Значение | Фас      | Байбай | Квомтари | Наи (биака) | Гуриасо |
| -------- | -------- | ------ | -------- | ----------- | ------- |
| мужчина  | jimɛ(ni̥) | jimɛni | lofwai   | doβwai      | aməɾim  |
| женщина  | mo       | moŋo   | inali    | inali       | ajti    |
| нос      | səʙte    | səmɔni | tipu     | tɔpokɾi     | apədu   |
| глаз     | kɔj      | koɾə   | (w)u     | wo          | mukatu  |

Наконец, Малком Росс (2005) на основе предполагаемой схожести местоименных систем выдвинул араи-квомтарскую гипотезу (Left May-Kwomtari / Arai-Kwomtari languages) о родстве арайских языков и квомтари-байбайских языков. Так как последние сами по себе являются ошибочной гипотезой, валидность всей гипотезы оказывается под сомнением.